# Pappersväggar
Pappersväggar är en novell skriven av författaren John Ajvide Lindqvist. Novellen är en del av författarens första skräcknovellsamling Pappersväggar från 2006

## Bakgrund
Lindqvist slog igenom som författare år 2004 med romanen Låt den rätte komma in. Romanen blev en hit och har även spelats in som film. Filmen såldes till över 50 länder. Redan ett år efter släpptes nästa roman, Hanteringen av odöda som handlade om zombies och utspelades sig i Stockholm. Näst på tur var novellsamlingen Pappersväggar. Lindqvist jobbade hårt med skrivandet och fortsatte i ett högt tempo, novellsamlingen släpptes år 2006. Han fick inte lika mycket uppskattning för denna och det ansågs att många av hans bästa talanger som författare inte kunde användas till fullo i det korta formatet som noveller innebär.